# Production Baobab
Production Baobab (jap.  ぷろだくしょんバオバブ  Purodakushon Baobabu) – japońska firma zarządzająca talentami głosowymi seiyū. Jej siedziba znajduje się w Shinjuku.

## Członkowie
| - Hideto Ebihara - Takayuki Fujimoto - Yuzuru Fujimoto - Hitoshi Hamano - Ryūzō Hasuike - Takashi Hikida - Tadashi Hirose - Hiroaki Ishikawa - Hiroya Ishimaru - Takuo Kawamura - Masafumi Kimura - Fumio Matsuoka - Hiroshi Naka - Makoto Naruse - Ikuo Nishikawa - Ken’ichi Ogata - Kazuki Ogawa - Jirō Saitō - Takayuki Sakazume - Keiichirō Satomi - Shigeru Shibuya - Hiroshi Shirokuma - Ken Shiroyama - Yoshinori Sonobe - Jun'ichi Sugawara - Takashi Taguchi - Keiichi Takahashi - Kōsei Tomita - Katsumi Toriumi - Sōmei Uchida - Eiji Yanagisawa - Hiroyuma Yokō | - Sayaka Aoki - Junko Asami - Hideko Eguchi - Mioko Fujiwara - Hitomi Harada - Hiroko Hirata - Mana Hirata - Shion Hirota - Yukari Honma - Junko Hori - Chizuko Hoshino - Miyuki Ichijō - Teiyū Ichiryūsai - Hisako Kanemoto - Yūmi Kikuchi - Madoka Kimura - Misa Kobayashi - Sanae Kobayashi - Satomi Kōrogi - Megumi Kubota - Nami Kurokawa - Chihiro Kusaka - Yukie Maeda - Mari Mashiba - Yuki Matsuoka - Ako Mayama - Junko Midori - Atsuko Mine - Tomoko Miura - Eri Miyajima - Yūko Mizutani - Emi Motoi - Sayuri Nakano - Megumi Nasu - Fumi Oda - Noriko Ohara - Junko Sakuma - Airi Sakuno - Ayana Sasagawa - Aki Sasamori - Akiko Takeguchi - Roko Takizawa - Akane Tomonaga - Kikumi Umeda - Akiko Yajima - Aya Yamakawa - Miho Yushida - Saori Yumiba |

## Dawni członkowie
| - Kinryū Arimoto (teraz Heiya Kikaku) - Eisuke Asakura (teraz Arts Vision) - Chō (Yūichi Nagashima) (teraz Tokyo Actor’s Consumer’s Cooperative Society) - Takashi Demura (teraz Media Office) - Jun Fukuyama (teraz Axlone) - Tōru Furusawa (teraz Kenyū Office) - Nobuyuki Furuta (teraz Kenyū Office) - Jun Hazumi (teraz Arts Vision) - Satoshi Hino (teraz Axlone) - Katsuhisa Hōki (teraz Kenyū Office) - Kenyū Horiuchi (teraz dyrektor Kenyū Office) - Kazuhiko Inoue (teraz B-Box) - Ryūzō Ishino (teraz 81 Produce) - Kaneta Kimotsuki (teraz Winner Entertainment, dyrektor 21st Century FOX) - Naoki Kinoshita (teraz Kenyū Office) - Takurō Kitagawa (teraz Sigma Seven) - Ichirōta Koizumi - Takehito Koyasu (teraz dyrektor Diizufakutorii) - Junro Maruyama (teraz Arts Vision) - Yasunori Matsumoto (teraz Sigma Seven) - Takahiro Mizushima (Axlone) - Makoto Terada (teraz Media Office) - Shūsei Nakamura - Masayuki Nakata (teraz Vive) - Ken Narita (teraz Aksent) - Hideki Ogihara (teraz Diizufakutorii) - Takayuki Okada (teraz Kenyū Office) - Kōsuke Okano - Kenichi Ono (teraz Rimakkusu) - Shinya Ōtaki - Takao Ōyama (teraz Bijuaru Space) - Mitsuo Senda (teraz 81 Produce) - Yutaka Shimaka (teraz Production★A Collection) - Noriaki Sugiyama (teraz Axlone) - Katsumi Suzuki (teraz Arts Vision) - Seiichi Suzuki (śmierć) - Nobuyuki Tanaka - Kazuya Tatekabe (dyrektor Kenyū Office) - Yūichi Tauchi - Kei Tomiyama (śmierć) - Ken Yamaguchi (dyrektor OYS Produce) - Takumi Yamazaki (teraz T.S.P.) - Shinnosuke Tachibana (teraz Axlone) - Masaki Aizawa (teraz Bell Production) | - Runa Akiyama (teraz 81 Produce) - Shizuka Arai (teraz Feathered) - Mayumi Asano (teraz Office Osawa) - Sachiko Chijimatsu (teraz Arts Vision) - Yūko Gotō (teraz Axlone) - Rei Igarashi (teraz Office Osawa) - Sayuri Ikemoto (teraz Kenyū Office) - Kazue Ikura (teraz Aoni Production) - Emiko Itō - Rie Iwatsubo (na emeryturze) - Mai Kadowaki (teraz Kaleidoscope) - Tomoko Kawakami (śmierć) - Shōko Kanoki - Eriko Kawasaki (teraz Sigma Seven) - Chie Kōjiro (teraz 81 Produce) - Naoko Matsui - Ai Orikasa (teraz Axlone) - Yoshiko Sakakibara - Yūko Sanpei (teraz Axlone) - Yūko Satō (teraz Aksent) - Chie Sawaguchi (teraz Across Entertainment) - Mari Shimizu - Kei Shindō (teraz Axlone) - Akemi Shinohara (teraz Arts Vision) - Miki Takahashi (teraz SplashDream) - Kumiko Takizawa (teraz 81 Produce) - Miki Tsuchiya (teraz Aswan Entertainment) - Aki Unone (teraz Arts Vision) |